# Tony Britton
Anthony "Tony" Edward Lowry Britton, född 9 juni 1924 i Birmingham, West Midlands, död 22 december 2019 i Hillingdon, London var en brittisk skådespelare.

## Rollista i urval
- 1956 – Dårskap i Monte Carlo
- 1959 – Operation Amsterdam
- 1970 – En flicka på gaffeln
- 1971 – Richard och pingvinerna
- 1971 – Söndag, satans söndag
- 1973 – Nattmaran
- 1973 – Schakalen
- 1974–1975 – The Nearly Man (TV-serie)
- 1977 – Flykten från djävulslandet
- 1978 – Mysteriet Agatha
- 1983–1990 – Don't Wait Up (TV-serie)